# Konwersja pisma

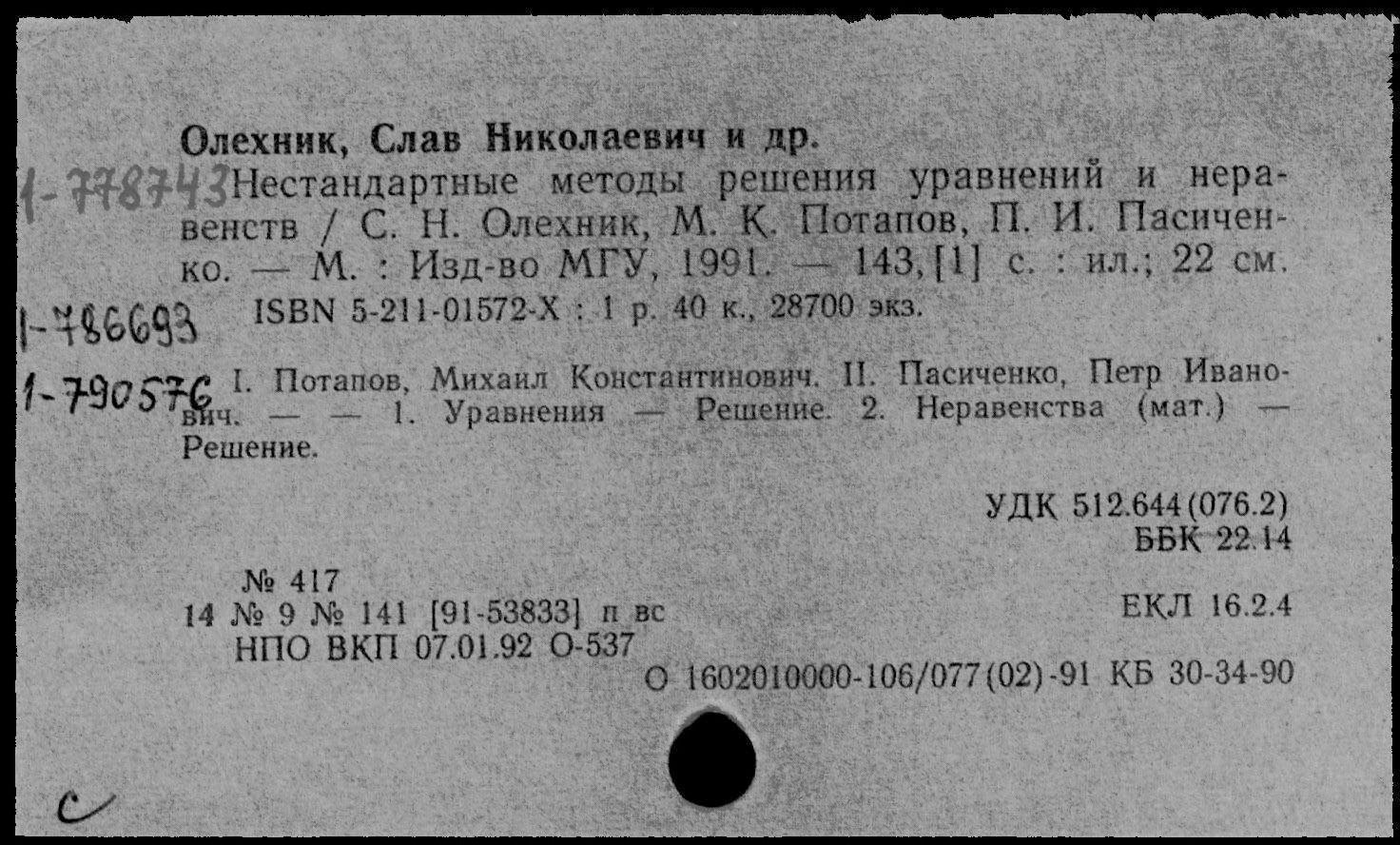
Karta katalogowa książki w języku rosyjskim, która w przypadku opracowania w Polsce zostałaby poddana konwersji pisma

Konwersja pisma – procedura stosowana w językoznawstwie, bibliotekoznawstwie i praktyce bibliotekarskiej, przy pracy normalizacyjnej i w praktyce encyklopedycznej związanej z ustalaniem zapisu egzonimów (czyli obcojęzycznych nazw własnych: geograficznych, imion i nazwisk osób i in.), polegająca na zapisie w jednym systemie pisma (zwanym „systemem docelowym” lub „końcowym”) słów (terminów) oryginalnie zapisanych w innym systemie pisma (zwanym „systemem źródłowym” lub „oryginalnym”). 

## Historia
Konwersje pisma są równie stare, jak kontakty między ludami posiadającymi systemy zapisu. Do najstarszych można zaliczyć konwersje z Mezopotamii i Anatolii (pomiędzy pismem sumeryjskim, urartyjskim, elamickim, hetyckim a późniejszymi pismami – akadyjskim, asyryjskim, aramejskim),  w kontaktach grecko-rzymskich i hellenistycznych (z językami fenickim, aramejskim, staroegipskim, staroperskim), indyjsko-chińskich (chińskie konwersje sanskryckich i palijskich terminów buddyjskich – skąd dalsze konwersje na japoński, koreański, wietnamski). Wiele zapomnianych pism zostało odczytanych dzięki elementom konwersji pism obcych (już znanych współczesnym badaczom) zawartym w odnalezionych tekstach (np. Kamień z Rosetty: pismo staroegipskie hieroglificzne i demotyczne – odczytane dzięki greckim konwersjom). 
Konwersja każda jest kompromisem pomiędzy wiernością zapisowi oryginalnemu (i właściwych dla pisma źródłowego środkom zapisu dźwięków lub znaczeń języka źródłowego) a możliwością oddania tego w piśmie docelowym (np. przy pomocy stosowania znaków diakrytycznych do symboli podstawowych, kombinacji znaków podstawowych (np. dwuznaków, trójznaków), znaków specjalnych wymyślonych na taką okazję itp.). Celem ostatecznym wszelkich typów konwersji jest identyfikacja (w miarę możliwości – jednoznaczna) nazw własnych i terminów specjalistycznych dla czytelnika języka docelowego.

## Podstawowy podział konwersji
Konwersje pism dzieli się w pierwszym rzędzie na transkrypcje i na transliteracje. Pierwsze mają charakter fonetyczny – czyli starają się (w miarę możliwości) oddać wymowę języka źródłowego zapisaną w piśmie źródłowym i przybliżyć ją do języka docelowego (nawet abstrahując od formy zapisu). 
Drugie mają charakter grafemiczny – czyli starają się (w miarę możliwości) oddać w piśmie docelowym oryginalną formę zapisu, nawet abstrahując od wymowy, aby można było dane słowo ponownie odtworzyć w piśmie źródłowym. Widzimy, że oba typy są przede wszystkim ograniczone możliwościami systemu pisma lub fonetyki pisma lub języka docelowego. Z systemu bogatszego na uboższy trudno jest dokonać jednoznacznej konwersji – z systemu uboższego na bogatszy – łatwo. Pismo łacińskie, pomimo niewielkiej liczby (26) znaków podstawowych, posiada duże bogactwo środków zapisu dźwięków specyficznych, a pomimo to jest systemem zbyt ubogim, by można było w nim dokonać jednoznacznej konwersji grafemicznej systemu sinogramów (czyli pisma zwanego też CJKV – gdyż używane jest lub było w językach chińskim, japońskim, koreańskim i wietnamskim). Praktycznie transliteracji można dokonać tylko w przypadku systemu pisma posiadającego niewielką liczbę znaków (abdżadu, alfabetu, abugidy lub sylabariusza), a nie można w przypadku pisma ideograficznego, jak pismo chińskie, czy mieszanego, jak pismo japońskie (kana-majiri).
Specjalny przypadek konwersji stanowi rekonwersja (np. retransliteracja) polegająca na przywróceniu oryginalnej formy zapisu na podstawie wcześniejszej konwersji – czy to praktycznej (czyli zapisanej w ortografii języka docelowego), czy też specjalistycznej (naukowej lub uproszczonej, zob. niżej), czyli nie do końca zharmonizowanej z systemem ortografii języka docelowego.

## Inne podziały konwersji
- Ze względu na cel, jakiemu konwersja ma służyć, wyróżnia się konwersje ścisłe (zw. niekiedy naukowymi, stosujące często duża liczbę znaków specjalnych, np. IPA), uproszczone (stosujące w niewielkiej liczbie znaki specjalne, lub środki zapisu specjalne, wykraczające poza zwykły system ortografii danego języka docelowego; np. polskie transkrypcje języka chińskiego) i popularne (w pełni dostosowane do tej ostatniej ortografii)[2].
- Ze względu na zakres stosowania, wyróżnia się konwersje międzynarodowe, regionalne (np. konwersja slawistyczna, konwersja RWPG, konwersja NATO) i krajowe (lub narodowe – dostosowujące się).
- Ze względu na status prawny wyróżnia się konwersje znormalizowane (posiadające normę międzynarodową, np. ISO lub RWPG, lub krajową, np. PN), korporacyjne (stosowane przez jedną firmę, np. PAP, KSNG), skodyfikowane (opracowane przez jednego autora lub zespół autorski i opublikowane w formie zbioru zasad) oraz praktycznie stosowane (bez publikacji szczegółowego zbioru stosowanych zasad). 
  - Praktyczny status konwersji międzynarodowej może też uzyskać konwersja skodyfikowana przez państwo, w którym używany jest źródłowy system pisma i język, i wprowadzona jako obowiązujący system konwersji, jeśli inne państwa zaczną go praktycznie stosować (czasem nawet porzucając własny system wcześniejszy, skodyfikowany lub znormalizowany). Przykładem tego jest chińska transkrypcja Hanyu pinyin, przyjęta oficjalnie przez ChRL w 1959 r., a następnie przez większość państw świata[4](m.in. Polska porzuciła dla niego swój system uchwalony w 1936 r. przez Polską Akademię Umiejętności), a nawet częściowo przez rywalizujący z ChRL Tajwan, który na jego podstawie opracował konkurencyjny system Tongyong pinyin, porzucając dla niego wcześniej stosowane systemy Gwoyeu Romatzyh i Wade'a-Gilesa.

- Ze względu na pismo docelowe, konwersje dzieli się jeszcze na: 
  - latynizacje (lub romanizacje) pismo docelowe to pismo łacińskie[2]
  - cyrylizacje – zapis docelowy w cyrylicy[2];
  - arabizacje;
  - sinizacje;
  - dewanagaryzacje i in.

Transliteracje mogą być absolutne (abstrahujące od języka używającego danego systemu pisma, np. jednolita konwersja dla cyrylicy) i dostosowane (zróżnicowane ze względu na język, np. odrębny system konwersji dla pisma rosyjskiego i ukraińskiego).